# Högklint

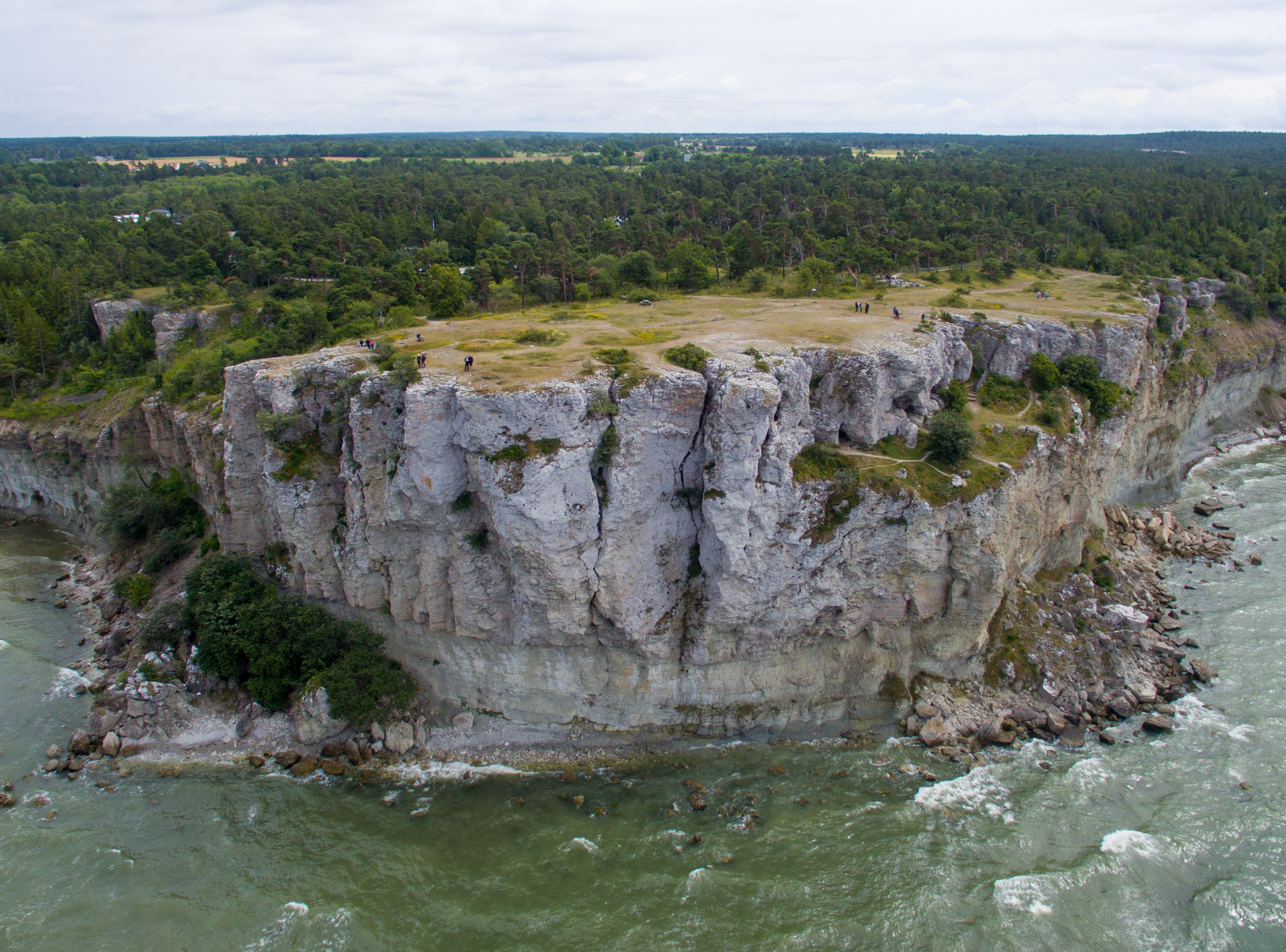
Högklint Gotland 2016

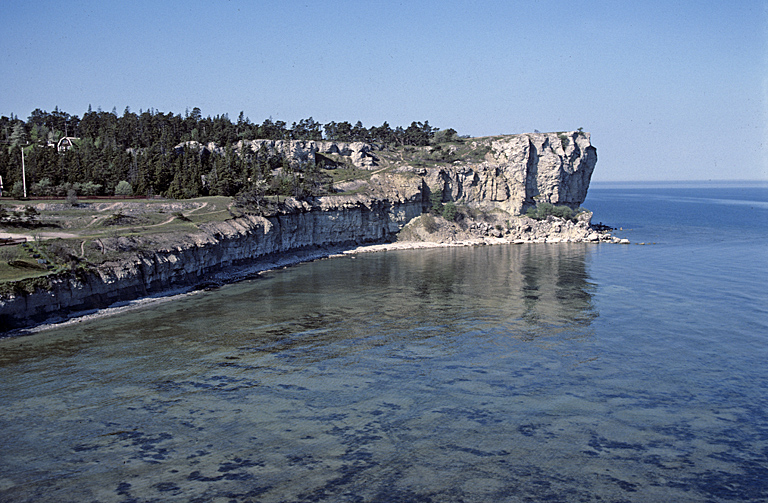
Högklint

Högklint ist eine Kliffspitze auf der schwedischen Insel Gotland. Sie liegt an der Westküste, ungefähr sieben Kilometer südwestlich von Visby. Högklint, das der spektakulärste Kliffküstenabschnitt auf Gotland ist, ist aus Riffkalkstein aufgebaut, der von Schichten aus Kalkstein und Mergelschiefer unterlegt ist und 46 Meter hoch fast senkrecht aus dem Meer aufsteigt. Högklint bildet zusammen mit der Umgebung seit Beginn des 20. Jahrhunderts ein Naturreservat.
Högklint ist auch ein Natura-2000-Gebiet.
Högklint ist auch für den südlichen Teil der Ortschaft (schwedisch småort) Högklint och Nygårds namensgebend.